# 孙小华 (潮剧演员)
孙小华（或孙少华，1961年—），广东大埔县人，出生于汕头市。潮剧演员，善于表演闺门旦，年轻时曾被誉为潮剧青年演员“五朵金花”之一。1978年毕业于汕头戏曲学校，同年分配到广东潮剧院工作。1992年末，孙小华身患重疾，离开潮剧舞台。

## 主要作品
- 潮剧电影《张春郎削发》
- 《谢瑶环》、《王熙凤》、《武则天》、《陈太爷选婿》、《春草间堂》、《青娥恨》、《赵氏孤儿》、《飞龙女》、《梅花窖》、《齐女情》、《梅花替》